# Aereogramme
Aereogramme est un groupe de rock progressif britannique, originaire de Glasgow, en Écosse. Il est formé en 1998 et met un terme à sa carrière en 2007.

## Biographie
Formé en avril 1998, le groupe publie deux singles 7" en 1999 avant sa signature au label Chemikal Underground au début de 2000, période durant laquelle ils publient deux EP avant un premier album studio, A Story in White, en 2001. Sleep and Release suit en 2003, mais le groupe signe chez Undergroove Records peu après pour la sortie d'un troisième album, Seclusion, en 2004. Cependant, le groupe signe de nouveau chez Chemikal Underground en août 2006.
Leur quatrième album, My Heart Has a Wish That You Would Not Go, est publié le 29 janvier 2007 en Europe et aux États-Unis, et le 14 octobre 2006 au Japon ; le titre s'inspire de l'ouvrage The Exorcist. Lors d'une interview, le chanteur Craig B. révèle que le délai entre les sorties était en partie dû au fait qu'il avait perdu sa voix pendant six mois. Le 11 mai 2007, Aereogramme annonce sa séparation. Ils jouent leur dernier concert au Connect Festival d'Inverary, le 31 août 2007.
Après la séparation du groupe, Iain Cook et Craig B. formeront le groupe The Unwinding Hours, et publieront un nouvel album le 15 février 2010. Cook formera aussi en 2011 le groupe Chvrches, avec Martin Doherty et Lauren Mayberry.

## Membres
- Craig B - guitare, chant
- Iain Cook - guitare, programmation
- Campbell McNeil - basse
- Martin Scott  - batterie